# Gallia Transalpina

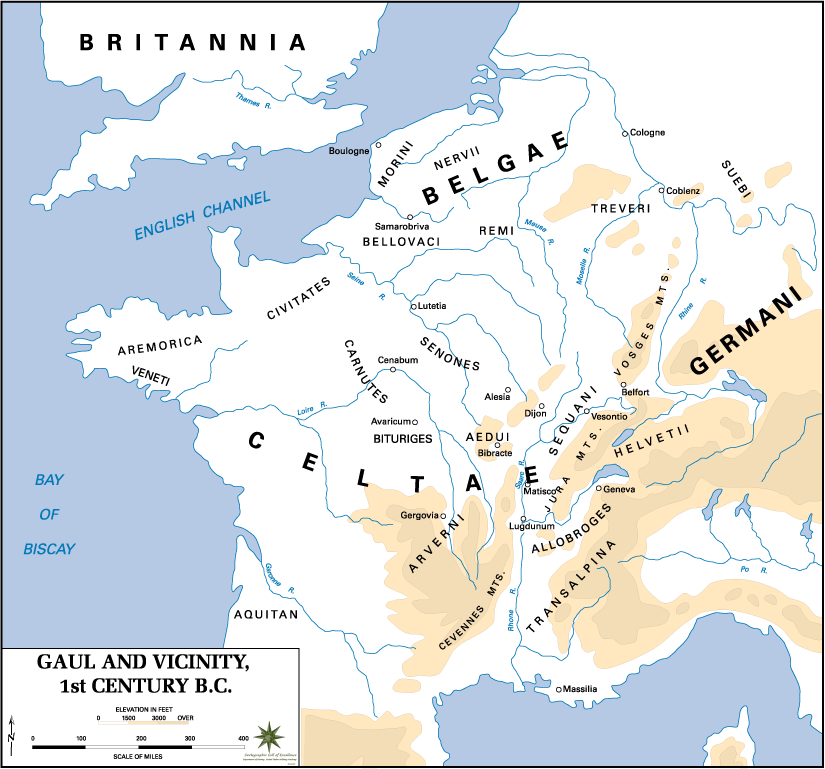
Harta Galiei, în secolul I î.Hr.

Conceptul de Gallia Transalpina (sau Gallia Ulterior) este o denumire romană pentru desemnarea unei regiuni care corespunde aproape în întregime Galiei, în afară de Gallia Cisalpina. Termenul semnifică „Galia de dincolo de Alpi”. Ea se distinge de Gallia Cisalpina, care era „de partea aceasta a Alpilor”, din punctul de vedere roman.
După cucerirea de către romani a părții meridionale a acestei regiuni (cam regiunile actuale franceze Languedoc-Roussillon, Provence-Alpes-Côte d'Azur și Rhône-Alpes), între 122 î.Hr.  și 118 î.Hr., numele de Gallia Transalpina tinde să nu mai desemneze decât partea cucerită. Aceasta nu a luat statutul de provincie a Republicii Romane decât după cucerirea acesteia, în anii 70 î.Hr. Iar această regiune nu a luat numele de Gallia Narbonensis, decât sub Augustus. Cealaltă parte a Galiei a fost cucerită între 58 î.Hr. și 51 î.Hr. de către Iulius Caesar, în Războaiele Galice, și a luat numele, atestat doar după Cezar, de Gallia Comata, „Galia pletoasă”.